# ماکس مورلوک
ماکس مورلوک (به آلمانی: Max Morlock) بازیکن فوتبال و مهاجم اهل آلمان است که از سال ۱۹۵۰ میلادی عضو تیم ملی فوتبال آلمان بوده‌است. وی در ۲۶ بازی ملی حضور داشته است و آخرین بازی ملی خود را در سال ۱۹۵۸ میلادی انجام داد. ماکس مورلوک در بازی‌های ملی‌اش ۲۱ گل به ثمر رساند.